# Objaw Metza
Objaw Metza – objaw polegający na zmniejszeniu różnicy między progiem słyszenia a minimalnym natężeniem dźwięku, dla którego uzyskuje się odruch z mięśnia strzemiączkowego, do wartości poniżej 60dB. Objaw jest bezpośrednim skutkiem występowania zjawiska wyrównania głośności. Jest charakterystyczny dla niedosłuchu o lokalizacji ślimakowej. W zdrowym uchu różnica między progiem słyszenia a wartością natężenia dźwięku wywołującą odruch z mięśnia strzemiączkowego wynosi około 85dB.
Kliniczna znamienność zjawiska jest porównywalna do próby Fowlera. Nie wymaga współpracy pacjenta.